# 882-й армейский артиллерийский полк
882-й армейский артиллерийский полк, также мог называться 882-й артиллерийский полк Резерва Главного Командования или 882-й артиллерийский полк -  воинская часть Вооружённых Сил СССР в Великой Отечественной войне.

## История
Переформирован из 729-го гаубичного артиллерийского полка 229-й стрелковой дивизии, изъятого из состава дивизии в Москве.
В действующей армии с 7 сентября 1941 года по 24 мая 1942 года. В начале сентября 1941 года поступил в распоряжение 54-й армии в район Гайтолово, Гонтовой Липки и начал участие в боевых действиях, поддерживая войска армии в Синявинских операциях 1941 года, так на 28 сентября 1941 года двумя дивизионами поддерживает 3-ю гвардейскую стрелковую дивизию в её наступлении в направлении на Келколово. С 28 октября 1941 года начал сниматься с позиций и отряжён на оборону Волхова. Тем не менее, ещё на 5 ноября 1941 года одним дивизионом вновь поддерживает 3-ю гвардейскую стрелковую дивизию в наступлении на Синявино. Вместе с тем, отмечено, что 3 ноября 1941 года поддерживает 6-ю бригаду морской пехоты в боях в районе Заречье. С 17 декабря 1941 года поддерживает перешедшие от Волхова и Войбокало в наступление в направлении Киришей войска 54-й армии, выйдя на подступы к Погостье, где и ведёт боевые действия вплоть до преобразования. C 28 января 1942 года передан в 8-ю армию
24 мая 1942 года приказом № 160 полк преобразован в 71-й гвардейский пушечный артиллерийский полк.

## Подчинение
| Дата            | Фронт (округ)                                              | Армия      | Корпус | Дивизия | Примечания |
| --------------- | ---------------------------------------------------------- | ---------- | ------ | ------- | ---------- |
| 01.09.1941 года | Московский военный округ                                   | -          | -      | -       | -          |
| 01.10.1941 года | Ленинградский фронт                                        | 54-я армия | -      | -       | -          |
| 01.11.1941 года | Ленинградский фронт                                        | 54-я армия | -      | -       | -          |
| 01.12.1941 года | Ленинградский фронт                                        | 54-я армия | -      | -       | -          |
| 01.01.1942 года | Волховский фронт                                           | 54-я армия | -      | -       | -          |
| 01.02.1942 года | Ленинградский фронт                                        | 8-я армия  | -      | -       | -          |
| 01.03.1942 года | Ленинградский фронт                                        | 8-я армия  | -      | -       | -          |
| 01.04.1942 года | Ленинградский фронт                                        | 8-я армия  | -      | -       | -          |
| 01.05.1942 года | Ленинградский фронт (Группа войск Волховского направления) | 8-я армия  | -      | -       | -          |